# Thomas Abratis
Thomas Abratis (* 6. Mai 1967 in Waldheim) ist ein ehemaliger deutscher Nordischer Kombinierer.

## Werdegang
Abratis wurde 1986 erstmals DDR-Meister im Einzel sowie mit der Mannschaft. Seinen ersten internationalen Erfolg feierte er bei der Junioren-Weltmeisterschaft 1987, wo er mit dem DDR-Team die Goldmedaille gewann. Bei der im gleichen Jahr stattfindenden Nordischen Skiweltmeisterschaft 1987 in Oberstdorf wurde er mit der Mannschaft Sechster. Am 17. Dezember 1988 startete Abratis erstmals im Weltcup der Nordischen Kombination und erreichte dabei in Saalfelden auf Anhieb Platz neun und damit Weltcup-Punkte. Bei der Nordischen Skiweltmeisterschaft 1989 in Lahti konnte er, mit dem Gewinn der Bronzemedaille in der Mannschaftswertung, seinen größten internationalen Erfolg erzielen. Nach der Weltmeisterschaft verpasste er in Oslo mit dem vierten Platz nur knapp sein erstes Weltcup-Podium, konnte anschließend aber im schwedischen Falun mit dem zweiten Platz erstmals einen Platz auf dem Podest erreichen. Auch in der folgenden Saison 1989/90 erreichte er ausschließlich vordere Platzierungen, unter anderem erneut einen zweiten Platz, diesmal jedoch in Oslo. Am Ende der Saison belegte er den fünften Platz in der Weltcup-Gesamtwertung. Ab 1991 startete Abratis parallel noch im B-Weltcup und konnte dort ebenso Podestplatzierungen erreichen. Im Februar und März 1993 konnte er in Oberhof und Hinterzarten auch zwei Wettbewerbe gewinnen.
Ab Dezember 1993 startete er wieder fest im Weltcup, konnte jedoch an die Erfolge von 1989 und 1990 nicht mehr anknüpfen. Bei den Olympischen Winterspielen 1994 in Lillehammer startete er im Einzel- und Mannschaftswettbewerb der Nordischen Kombination. Im Einzel erreichte er Platz 22, nachdem er nach dem Springen noch auf Rang 24 gelegen hat. Im Mannschaftswettbewerb erreichte er zusammen mit Thomas Dufter und Roland Braun den zehnten Rang. Ab Januar 1995 konnte er sich im Weltcup noch einmal unter den besten zehn platzieren. Podiumsplätze blieben jedoch aus. Bei der Nordischen Skiweltmeisterschaft 1995 in Thunder Bay startete er nur noch im Teamwettbewerb und erreichte dabei mit seinen Mannschaftskollegen den sechsten Platz. Bei den Deutschen Meisterschaften 1996 gewann er den Titel im Einzelwettbewerb. Nachdem er im Verlauf des Jahres im Weltcup noch einmal mehrfach unter die besten zehn fahren konnte und im Januar 1997 noch einmal auf den zweiten Platz im B-Weltcup kam, beendete er nach der Saison 1996/97 seine aktive Karriere. Zuvor konnte er mit dem Team bei den Deutschen Meisterschaften noch einmal den Titel gewinnen.
Von 2000 bis 2003 war Abratis Vize-Präsident des VSC Klingenthal. Seit 2003 ist er Technischer Delegierter der FIS für die Nordische Kombination.